# Dactylorhiza ornonensis
Dactylorhiza ornonensis là một loài thực vật có hoa trong họ Lan. Loài này được (G.Keller & Jeanj.) Soó mô tả khoa học đầu tiên năm 1962.